# Kabelwerk Oberspree

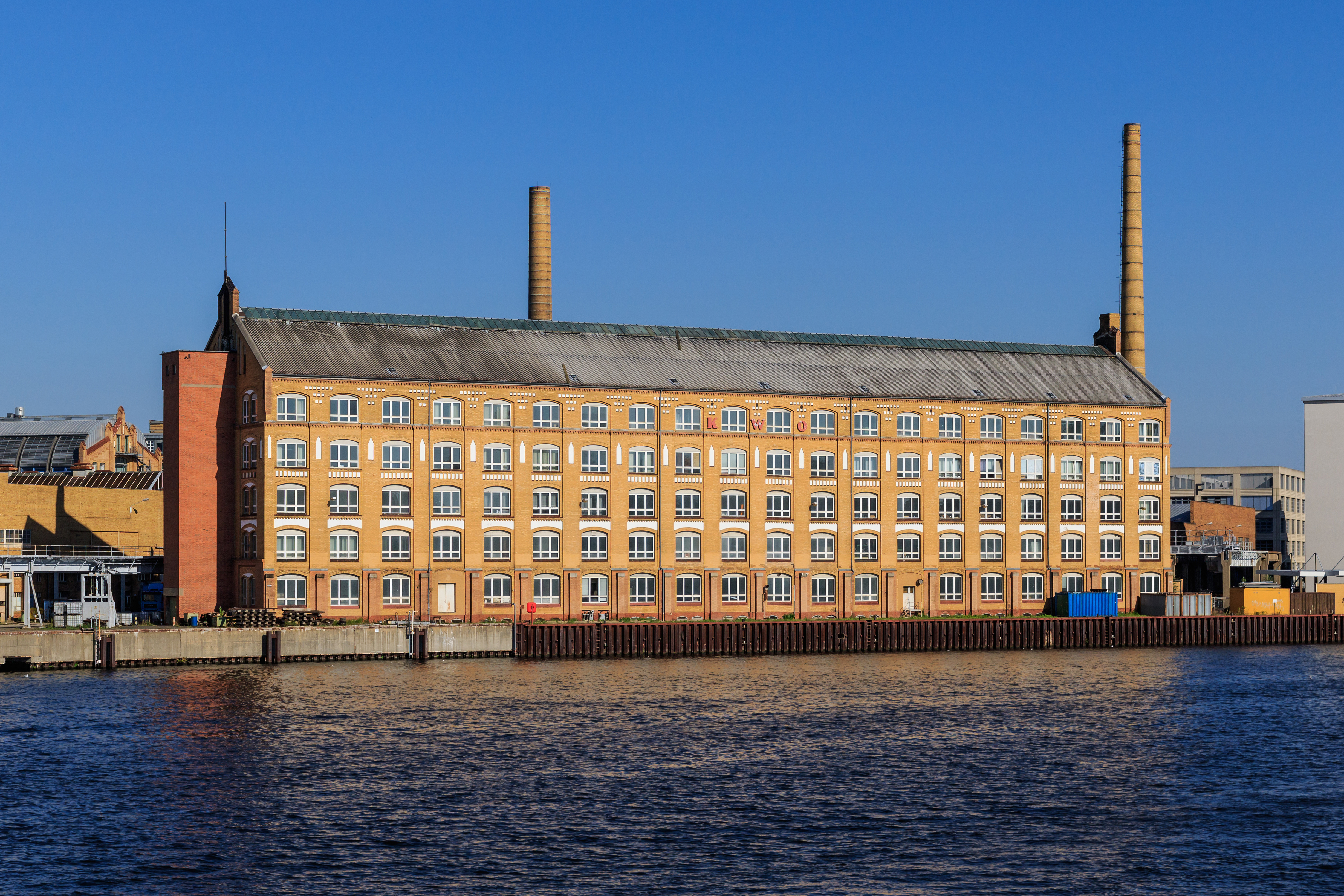
Ansicht vom Kaisersteg aus, 2017

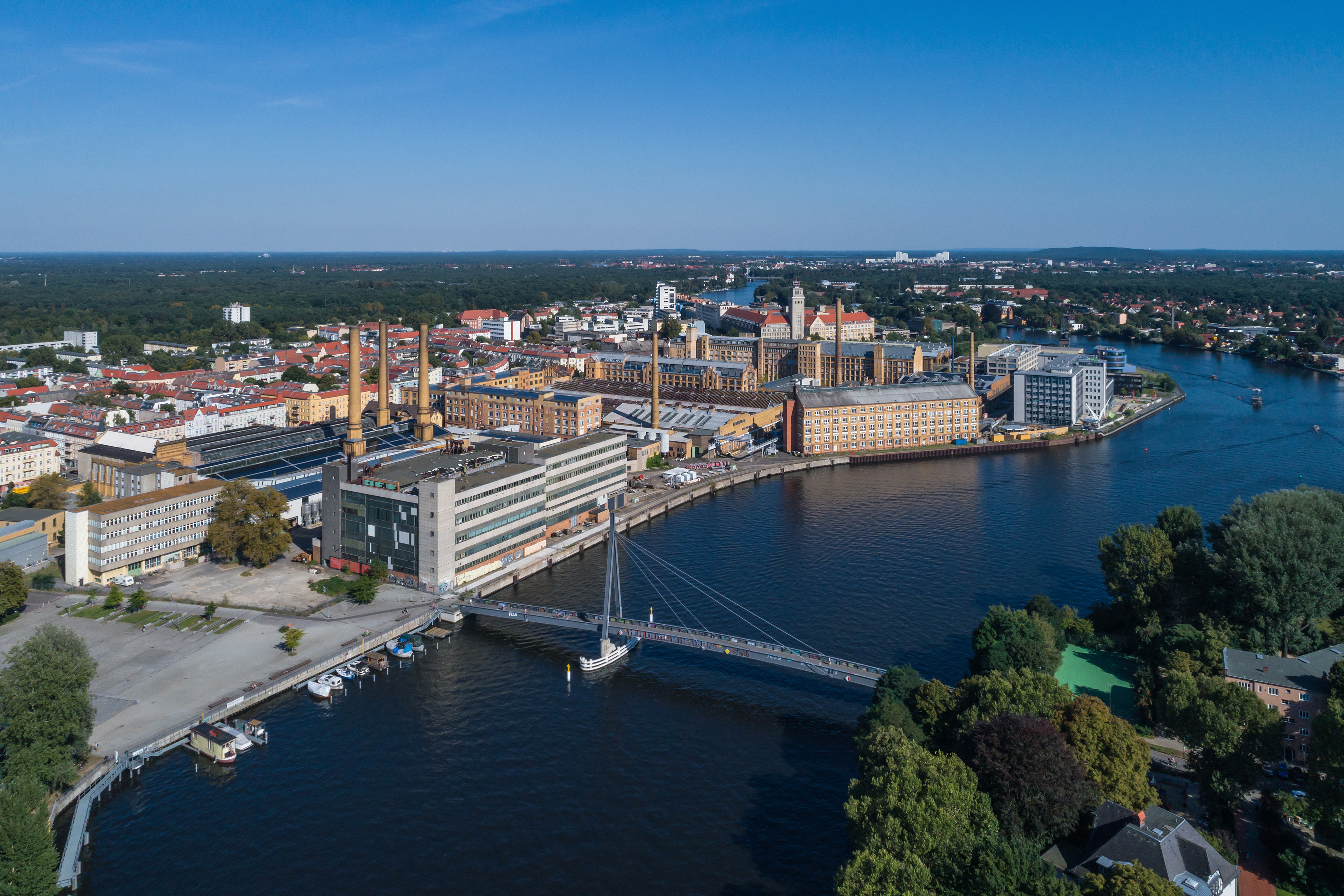
Luftaufnahme, 2017

Das Kabelwerk Oberspree (KWO) war zwischen den 1890er und den 1990er Jahren ein Großbetrieb im Berliner Ortsteil Oberschöneweide am rechten Spreeufer, der vornehmlich auf die Herstellung elektrischer Kabel und Leitungen spezialisiert war.

## Geschichte und Entwicklung des Sortiments

### Von 1897 bis zum Ende des Zweiten Weltkriegs

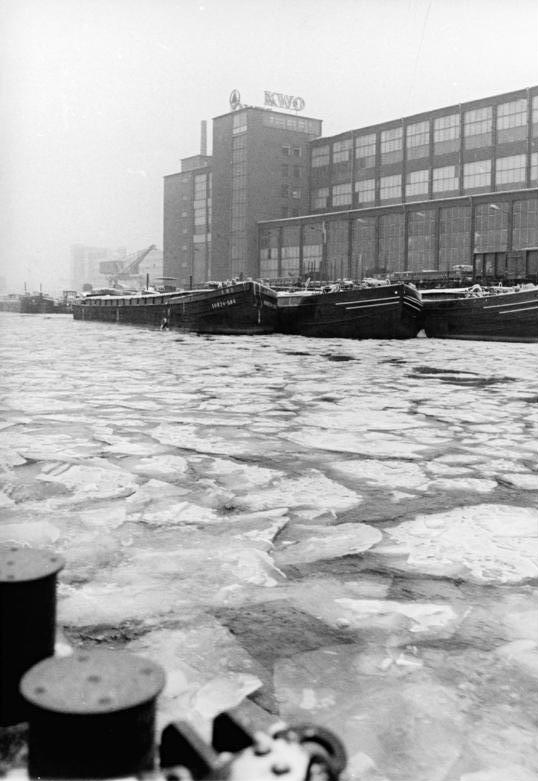
VEB Kabelwerk Oberspree, 1964

Emil Rathenau, der Gründer der AEG, hatte nach 1890 zur Erweiterung seiner Fabrikation ein Gelände in Oberspree erworben und mehrere Architekten wie Paul Tropp, Johannes Kraaz, Ernst Ziesel, Gottfried Klemm, Jean Krämer und Peter Behrens mit Entwürfen und Ausführung geeigneter Produktions- und Verwaltungsgebäude beauftragt. Die Gebäude wurden hauptsächlich aus den charakteristischen gelben Klinkersteinen erbaut (sogenannter „Oberschöneweider Klinker“). Zur Energieversorgung wurde 1897 mit dem zunächst als Central-Station bezeichneten Kraftwerk Oberspree das erste Drehstromkraftwerk Deutschlands errichtet. Am 3. Oktober 1897 wurde das KWO in Betrieb genommen und beschäftigte bereits in kurzer Zeit 1800 Menschen. Die Leitung des Werkes übernahm Erich Rathenau, der jüngere Sohn von Emil Rathenau. Neben anderem wurden isolierte Leitungen, Starkstromkabel bis 10 kV und Mikaniterzeugnisse hergestellt. Nach dem frühen Tod seines Sohnes 1903 kümmerte sich Emil Rathenau in den folgenden Jahren persönlich um alle Einzelheiten im KWO. Anton Weber war bis 1926 Nachfolger von Erich Rathenau.

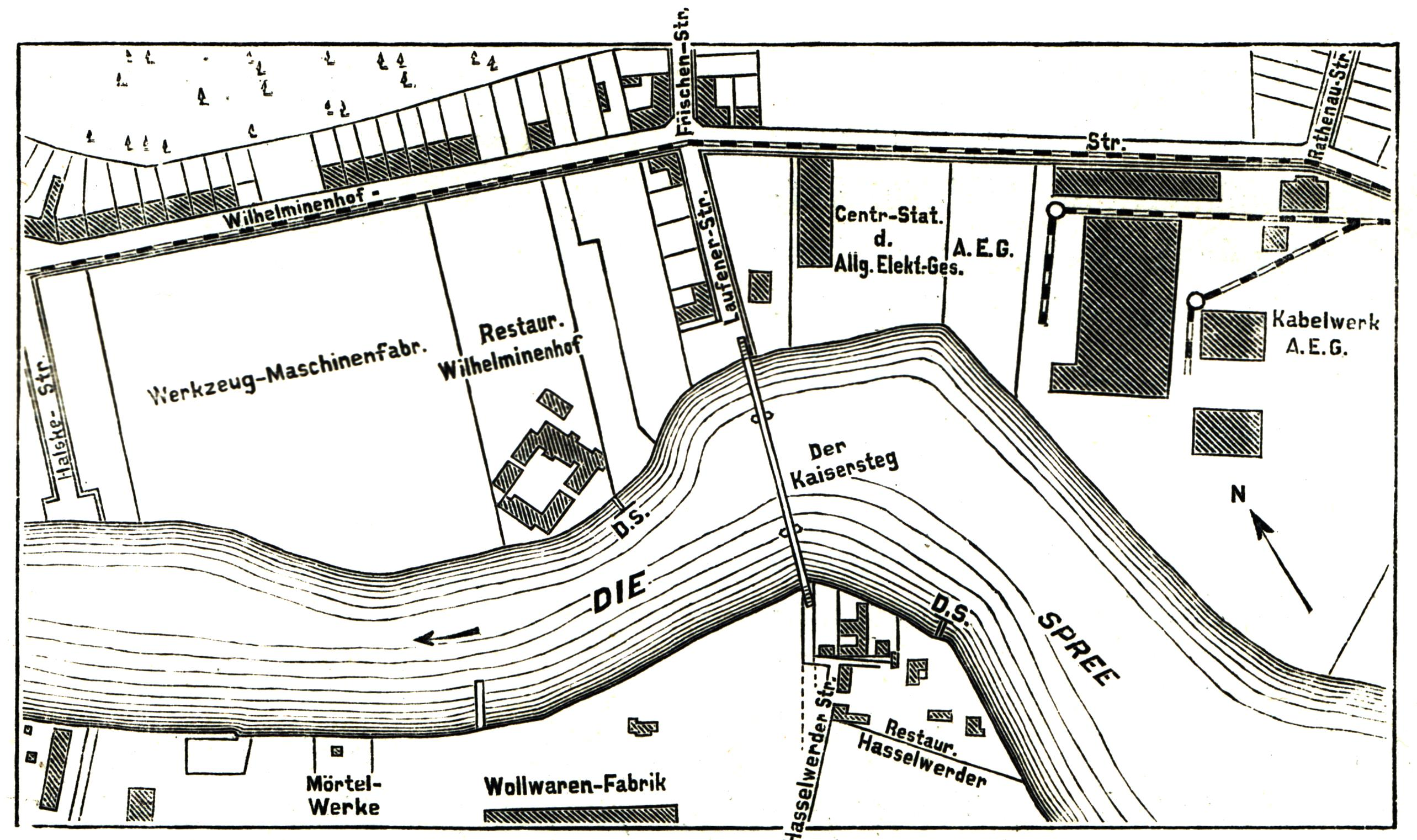
Lageplan mit „Centr.- Stat.“ (Kraftwerk) und „Kabelwerk A.E.G.“, 1900

Im Jahr 1898 wurden ein Kupferwalzwerk und eine Drahtzieherei in Betrieb genommen, 1899 begann die Fernsprechkabelerzeugung. 1903 wurden erste biegsame Starkstromkabel mit Papierisolierung hergestellt. Mit der Anfertigung und Verlegung von 12-kV-Massekabeln für die Londoner Underground Railroad 1904 konnte ein erster großer Auftrag im Ausland ausgeführt werden. 1908 wurden 30-kV-Kabel in Berliner Vororten verlegt. In die Jahre 1910/1911 fiel die Aufnahme der Entwicklung und Fertigung von Fernkabeln und Pupinspulen sowie der Einsatz von Flechtmaschinen. Von 1911 bis 1914 wurden 300 Kilometer 16-kV-Kabel für die Deutsche Überseeische Elektricitätsgesellschaft in Buenos Aires geliefert. Erste Fernverbindungen mit KWO-Technik wurden eingerichtet, beispielsweise kam 1913 eine telefonische Verständigung zwischen Berlin und London bei Verwendung der im KWO gebauten Relais zustande. Aufgrund der guten Auftragslage wurde 1913 das Fabrikgelände um 62.000 m² erweitert und neue Produktionshallen errichtet. Die Zahl der Beschäftigten war auf 8000 gestiegen.
Ab 1911 arbeitete der Wiener Elektroakustiker Eugen Reisz an der nach Robert von Lieben benannten Lieben-Röhre, der ersten Elektronenröhre. Im Kabelwerk Oberspree wurde 1912 ein Laboratorium zur industriellen Fertigung der Lieben-Röhre eingerichtet. Die Röhre wurde am 15. Oktober 1912 unter dem Titel „Entladungsröhre mit glühender Kathode und eingeschlossenem dampfliefernden Körper“ patentiert. Reisz arbeitete mit seinem Mitarbeiter Georg Neumann an der Entwicklung eines Kohlemikrofons, das ab 1923 eingesetzt wurde. Am 20. Juni 1915 starb Emil Rathenau und er wurde in einer Halle des KWO aufgebahrt. Die Leichenrede hielt sein ältester Sohn, Walther Rathenau, der spätere deutsche Außenminister.

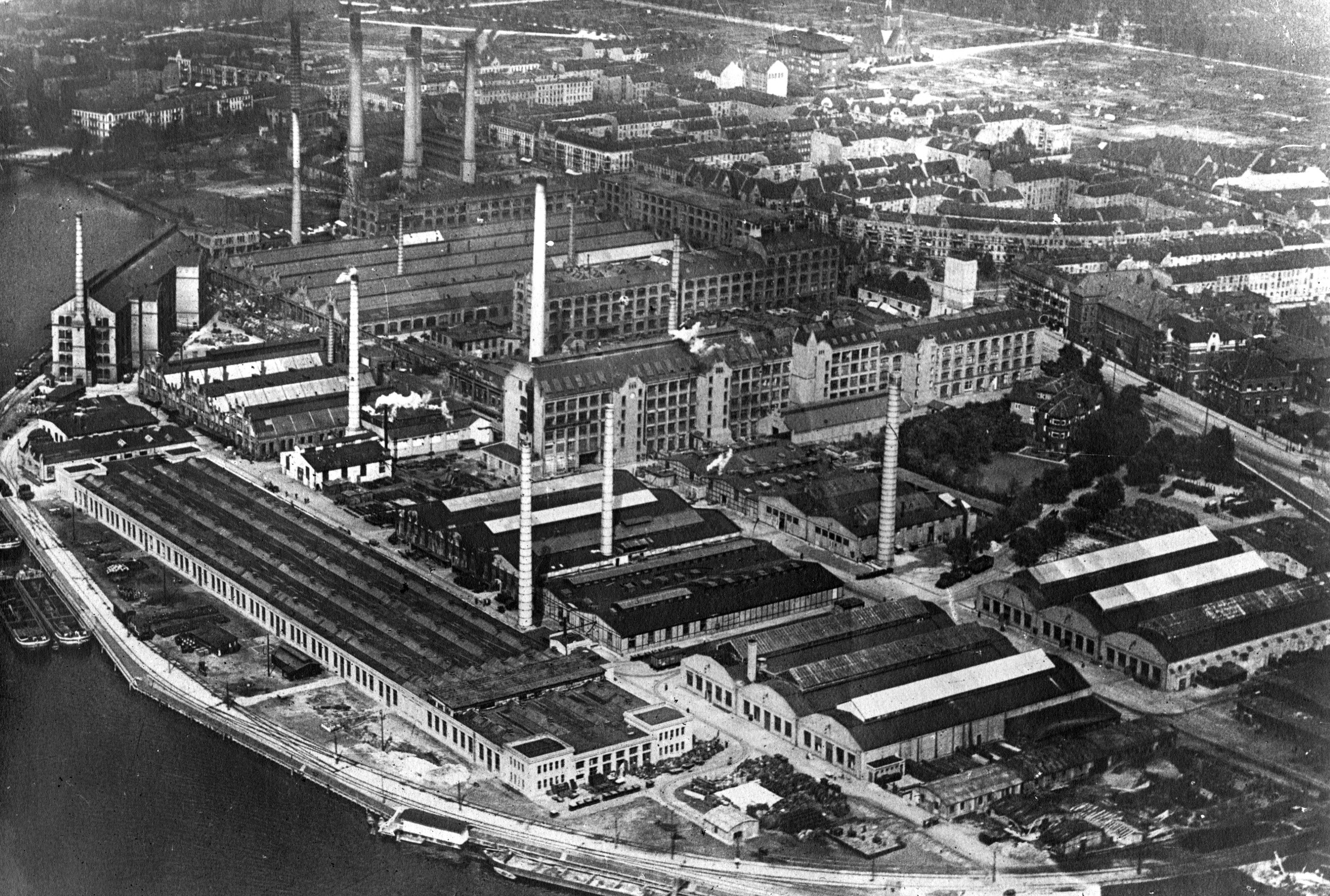
AEG-Werksanlagen, 1925

Die AEG beteiligte sich 1920 an der Gründung der Deutschen Fernkabel-Gesellschaft. Im gleichen Jahr wurde die Sternviererverseilung und die Kordelpapierader eingeführt, 1923 die Produktion von Gummischlauchleitungen aufgenommen sowie ein 42 km langes Seekabel hergestellt. 1928 wurden erstmals Koaxialkabel als Antennenzuführungskabel für Rundfunksender produziert, 1929 wurde ein 100-kV-Massekabel für das Kraftwerk Zschornewitz geliefert. 1931 erhielt die AEG von der Firma Pirelli die Lizenz zur Fertigung von Ölkabeln, das erste deutsche Ölkabel ging 1932 im KWO in die Produktion.
Die Weltwirtschaftskrise veranlasste die Fabrikanten 1930/1931 zur Einführung der Fünf-Tage-Woche und zur Verringerung der Zahl der Beschäftigten auf 2700 Personen. In der Zeit des Nationalsozialismus gingen wieder mehr Aufträge ein: 1936 wurde ein KWO-Koaxialkabel für die Fernsehübertragung Berlin–Leipzig eingesetzt, 1938 erfolgte die Verlegung einer 150-kV-Trasse von Rotterdam nach Den Haag. Vor dem Zweiten Weltkrieg war die Zahl der Beschäftigten wieder auf 9123 (1939) gestiegen, die Produktionsfläche betrug 184.000 m². Am Ende des Zweiten Weltkriegs wurden Teile des Werkes wie die Spreehalle am Spreeufer – ein markantes Bauwerk – total zerstört oder brannten aus.

### 1945–1952
Am 15. Januar 1946 wurde das KWO aus AEG-Besitz in Treuhänderschaft des Magistrats von Groß-Berlin übergeben. Am 1. November 1946 wurde das Werk in eine sowjetische Aktiengesellschaft (SAG) überführt, womit die deutsche Werkleitung einem sowjetischen Generaldirektor unterstand.
Um überhaupt etwas zu produzieren und eine Versorgung mit allgemeinen Gebrauchsgütern in Gang zu bringen, wurden zunächst Wachskerzen, Bratpfannen, Kochtöpfe, eiserne Öfen, Feuerzeuge und andere Haushaltsgegenstände hergestellt. 1946 arbeiteten bereits wieder 3200 Personen im KWO. Anfang der 1950er Jahre kamen Anschluss- und Verlängerungsschnüre, Schukoleitungen, Gummihämmer, Plättschnurhalter und „Stromfixe“ (Kabeltrommeln) in das Sortiment. Für die Sowjetunion wurden 32-paarige papierisolierte Trägerfrequenz-(TF-)Fernmeldekabel hergestellt. Zwischen 1949 und 1952 wurden rund zwei Millionen Mark investiert. 1950 erfolgte die Lieferung achtpaariger TF-Fernmeldekabel an die Deutsche Post.

### Selbstständiger Volkseigener Betrieb KWO bis 1967
Das KWO wurde 1952 Volkseigener Betrieb (VEB) und hieß nun VEB Kabelwerk Oberspree (KWO). Es erfolgte wieder eine stärkere Ausrichtung auf die Kabelproduktion. 1954 wurden Polystyrol-isolierte TF-Kabel („Tubenkabel“) geliefert, 1955 kam Polyethylen (PE) als Außenmantelwerkstoff für Leitungen zum Einsatz. 1956 wurde der Betriebsteil Starkstromkabelfabrik für die 1-kV-Kunststoffkabelproduktion (im DDR-Sprachgebrauch: „Plastkabel“) auf PVC-Basis ausgerüstet und deren Fertigung aufgenommen. Im Jahr 1957 hielt auch im KWO die 45-Stunden-Woche Einzug. In dieser Zeit gab das KWO technische Hilfe bei der Rekonstruktion des Kabelwerks Tientsin in China.
Für die Entwicklung von Feldkabeln kam 1959 erstmals Polyethylen als Isolierwerkstoff in der DDR zum Einsatz. Zwischen 1959 und 1964 wurde die Spreehalle erbaut und als Fernmeldekabelfabrik eingerichtet. 1963 erfolgte die Gründung der Wickeldrahtfabrik. Durch ständige Weiterentwicklungen der verschiedenen Spezialkabel kamen immer mehr internationale Handelsbeziehungen zustande. 1965 bestanden beispielsweise Exportbeziehungen mit 40 Ländern. Entsprechend den internationalen Festlegungen wurde zwischen 1966 und 1968 in allen Kabelprodukten des KWO die grün/gelbe Isolation für Schutzleiter eingeführt.

### Kombinat VEB KWO bis zum Ende der DDR

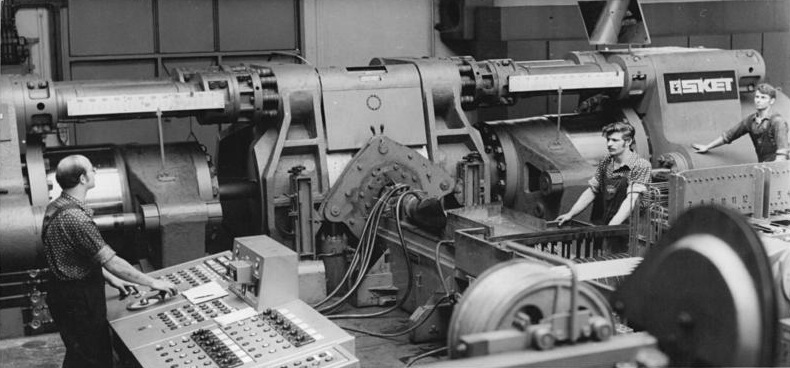
Herstellung von Aluminiumdraht im VEB KWO, 1970

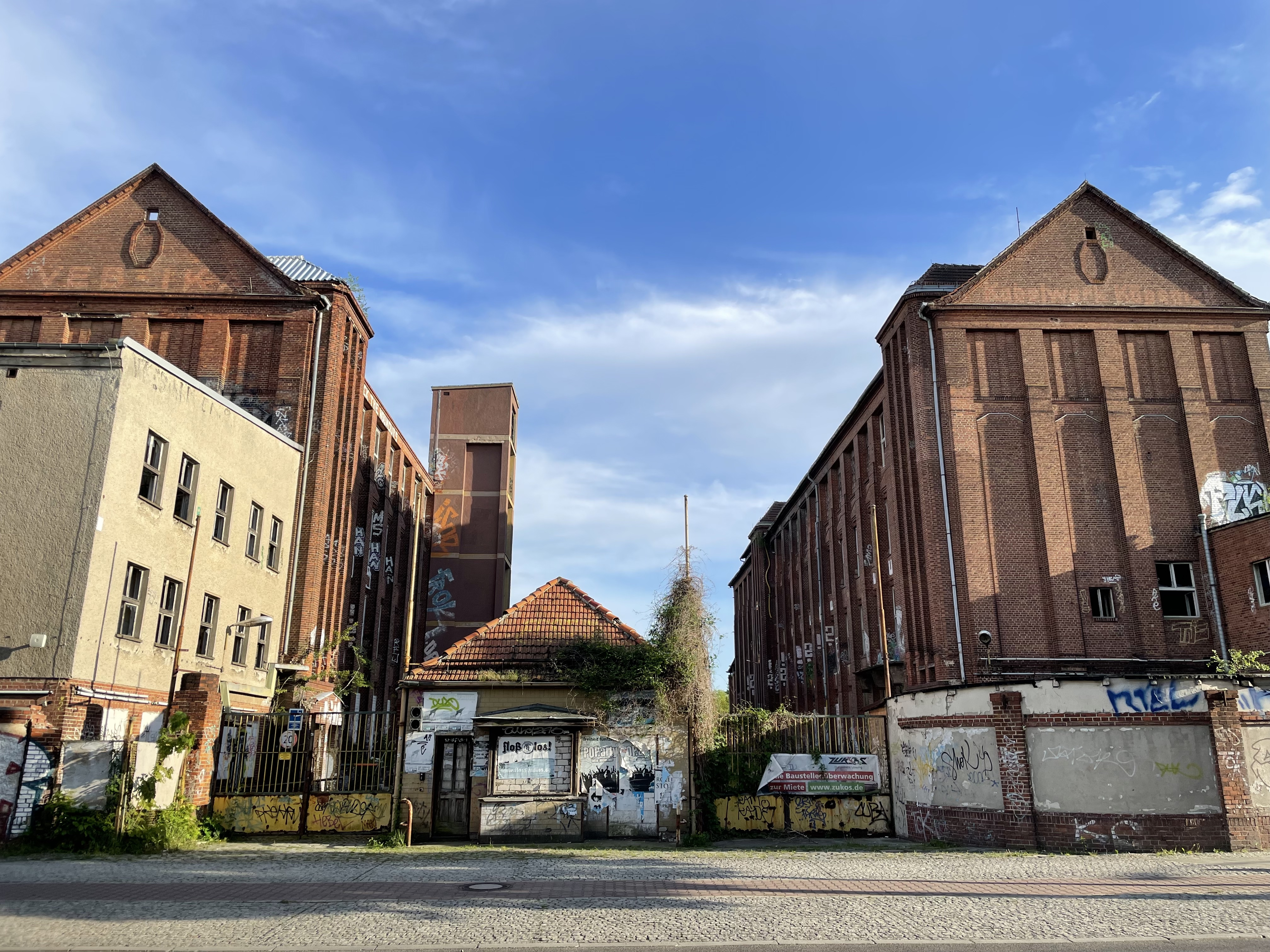
Ehemaliges Kabelwerk Köpenick, Friedrichshagener Straße, 2021

Im Jahr 1967 erfolgte die Gründung des Kombinats VEB Kabelwerk Oberspree (KKWO). Gründungsbetriebe neben dem KWO waren die Betriebe Kabelwerk Meißen, Kabelwerk Vacha, das Kabelwerk Plauen, Kabelwerk Adlershof, Kabelwerk Schönow und das Kabelwerk Köpenick (KWK) (ehemals C.J. Vogel Draht- und Kabelwerk AG, ab 1939 von Siemens übernommen und als Fa. Elektrische Licht- und Kraftanlagen weitergeführt).
KWO wurde „Stammbetrieb“ und damit zugleich Namensgeber des neuen Kombinates. Als Werkdirektor des Stammbetriebes wurde Georg Pohler (1913–1997) zugleich Generaldirektor des Kombinates mit Weisungsberechtigung gegenüber den anderen Betrieben. Die Fachdirektoren des Stammwerks waren in Personalunion auch die Fachdirektoren des Kombinates.
Das Großunternehmen KKWO gründete 1968 als neuen Kombinatsbetrieb das Kabelwerk Nord in Schwerin-Sacktannen. Im gleichen Jahr wurde auch das Kabelwerk Kranichfeld Mitglied des Kombinates. In den Jahren 1970 bis 1972 kamen noch das Kabelwerk Lausitz, Schnellflechter Berlin und das Kabelwerk Schlettau als Kombinatsbetriebe hinzu. Nach dem Beitritt des Kabelwerkes Beelitz war faktisch die gesamte Kabelproduktion in der DDR monopolisiert. 1989 gehörten dem Kombinat 13 Betriebe mit rund 16.000 Beschäftigten an. Das Kombinat deckte bis auf wenige Ausnahmen das gesamte Kabelsortiment ab und hatte 1989 eine Warenproduktion von rund drei Milliarden DDR-Mark. Erwähnenswert aus dieser Zeit sind besonders die Inbetriebnahme der zentralen Plastaufbereitung (PVC-Aufbereitung) 1974, die erste 10,5 Kilometer lange Lichtwellenleiterstrecke der DDR gemeinsam mit der Deutschen Post in Berlin, die Nil- und Suezkanalkreuzung mit Nondraining- bzw. Ölkabeln 1981/1982, Bau und Inbetriebnahme der „Elastaufbereitung“ (Gummifertigung) und die Einführung von Aluminium-Kupfer-Verbundleitern (Al/Cu) wegen des damaligen Kupfermangels.
Gemeinsam mit dem Werk für Fernsehelektronik (WF) und dem Transformatorenwerk Oberspree (TRO) war das KWO Trägerbetrieb des erfolgreichen Fußballvereins 1. FC Union Berlin.

### Der Betrieb und das Werksgelände ab 1990

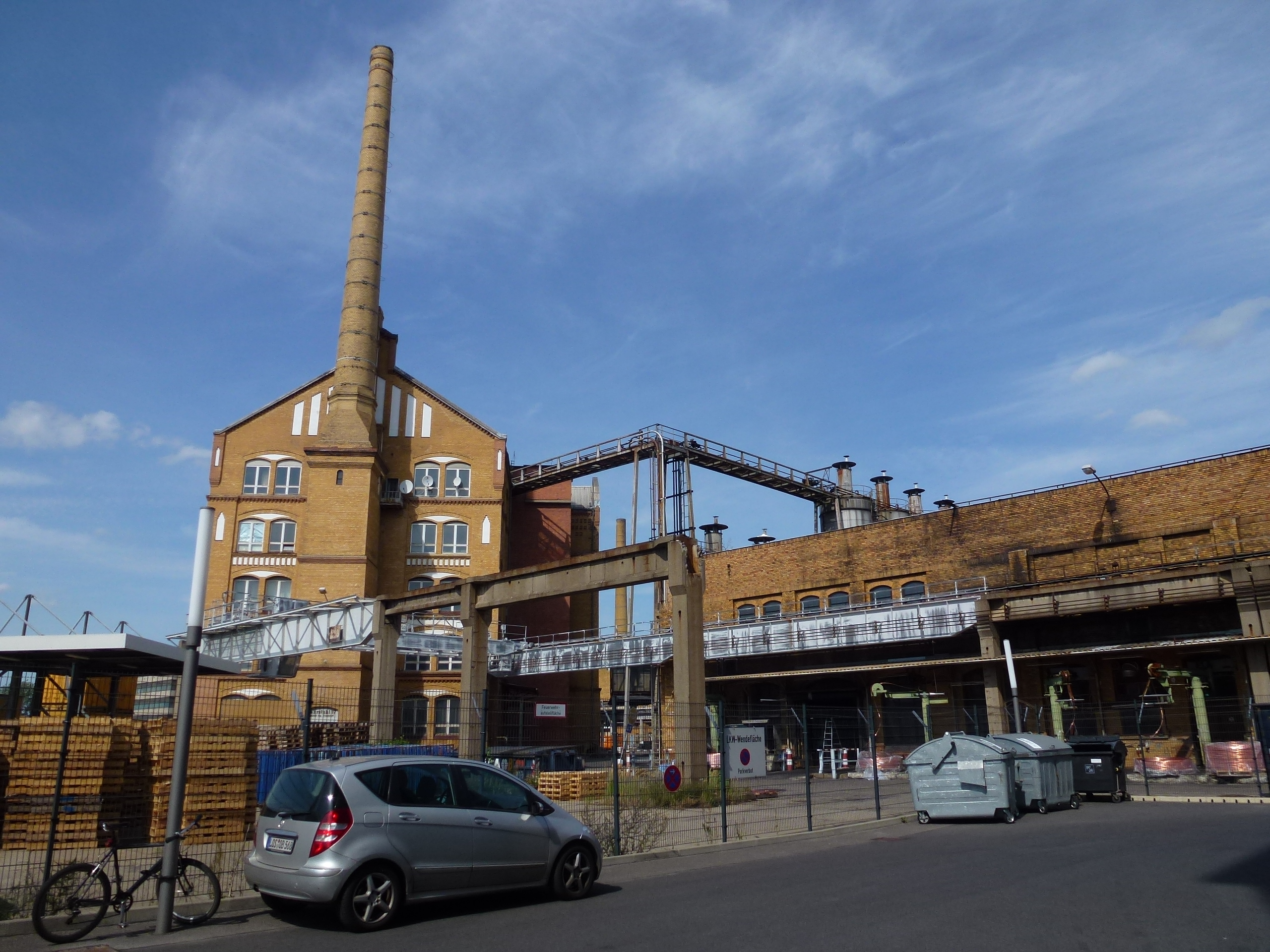
Ehemalige Produktionshallen des KWO: Lagerhalle (links) und Hallenblock V (rechts), 2016

Im ersten Halbjahr 1990 zerfiel das Kombinat durch Ausscheiden der Werke Schwerin, Vacha, Meißen, Schlettau, Beelitz und Schnellflechter Berlin. Die verbliebenen sieben Werke schlossen sich zu einer Holding KWO Kabel AG zusammen. Nach der deutschen Wiedervereinigung im Jahr 1990 übernahm die Treuhandanstalt das Werk, die Kabelproduktion am Standort Oberschöneweide wurde schrittweise verringert, gleichzeitig wurden aber zwei neue CV-Anlagen (CV=kontinuierliche Vernetzung) zur Herstellung von VPE-Mittel- und Hochspannungskabeln errichtet und in Betrieb genommen, da die Fertigung dieser Erzeugnisse in den ausgegliederten Werken Meißen und Schwerin verblieben war. Der restliche Betrieb wurde vergesellschaftet und als GmbH unter dem Namen KWO Kabelwerke Oberspree GmbH fortgeführt. Die nun hergestellten Erzeugnisse umfassten weiterhin elektrische Kabel und Zubehör, so dass der Betrieb steuerrechtlich der Kategorie Hersteller von Drahtwaren, Ketten und Federn zugeordnet wurde. Am 1. März 1992 übernahm die British Insulated Callender’s Cables (BICC Cables Ltd.) die Managementverwaltung der Kabelwerke Oberspree, Köpenick, Schönow und Adlershof. Das große Interesse der Briten am Standort Oberschöneweide wurde durch den Besuch von Königin Elisabeth II. am 22. Oktober 1992 deutlich. Bereits im folgenden Jahr (am 1. Februar 1993) erwarb die BICC Cables Ltd. die KWO Kabel GmbH und ließ in Oberschöneweide (ab 1997 unter dem Namen BICC KWO Kabel GmbH) weiter Kabel und Drähte produzieren. Neu angeboten wurden Ingenieurdienstleistungen für Elektro- und Elektronikunternehmen sowie Management- und Unternehmensberatung. In den späten 1990er Jahren trennte sich die BICC von der Kabel-Großproduktion. Die Fertigung am Standort Oberschöneweide wurde beendet, Anlagen wurden verkauft und ein Teil wurde kurzzeitig mit Kaiserkabel an dessen Standort in Schöneberg fusioniert. Die Produktion der LWL-Kabel wurde auf ein Industriegelände am Groß-Berliner Damm ausgelagert.

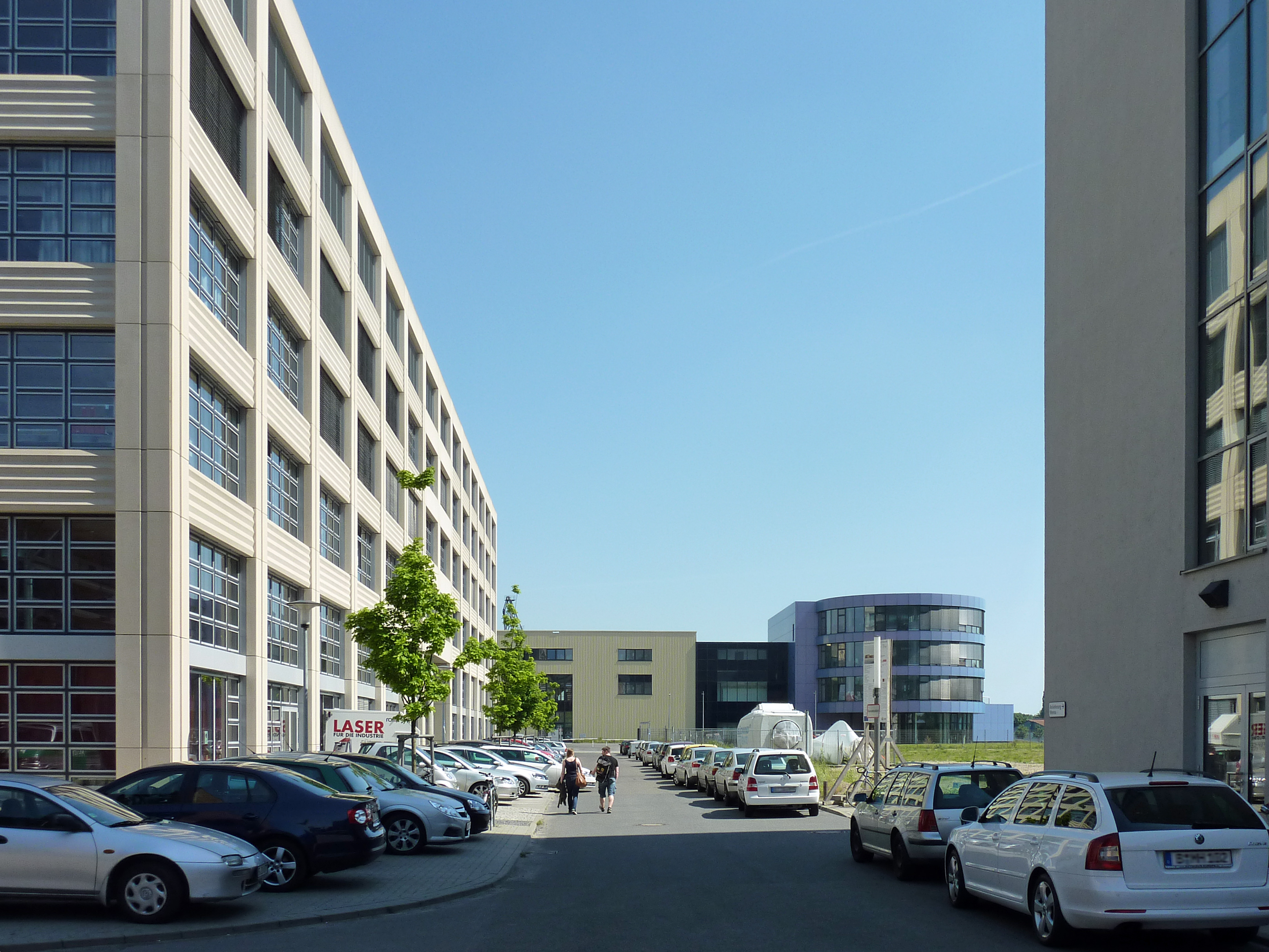
Neu angelegte Ernst-Ziesel-Straße auf dem HTW-Campus Wilhelminenhof, 2014

Die auf dem Gelände Wilhelminenhofstraße bis zum Spreeufer noch erhaltenen Verwaltungs- und Produktionsgebäude des früheren KWO stehen unter Denkmalschutz. Sie wurden ab den späten 1990er Jahren teilweise restauriert und dienen in großen Teilen der Hochschule für Technik und Wirtschaft Berlin als neuer Campus.
Eine der großen ehemaligen Fabrikhallen direkt am Spreeufer wird seit der Sanierung und einigen Umbauarbeiten im Inneren als Ort für größere Kulturveranstaltungen genutzt. So fanden hier bereits 2007 und im September 2009 Konzerte der Berliner Philharmoniker unter der Leitung von Simon Rattle statt.

## Bekannte Kabelwerker
- Paul von Essen
- Grete Walter
- Judith Auer
- Arthur Illgen
- Fritz Plön
- Georg Pohler
- Martha Butte
- Fritz Riedel

## Trivia
Wie in vielen anderen volkseigenen Großbetrieben kamen in der DDR bildende Künstler auf der Grundlage entsprechender Verträge zur künstlerischen Arbeit und zur Unterstützung kultureller Aktivitäten in das Werk, u. a. Doris Pollatschek.  